# Alexandrië aan de Indus

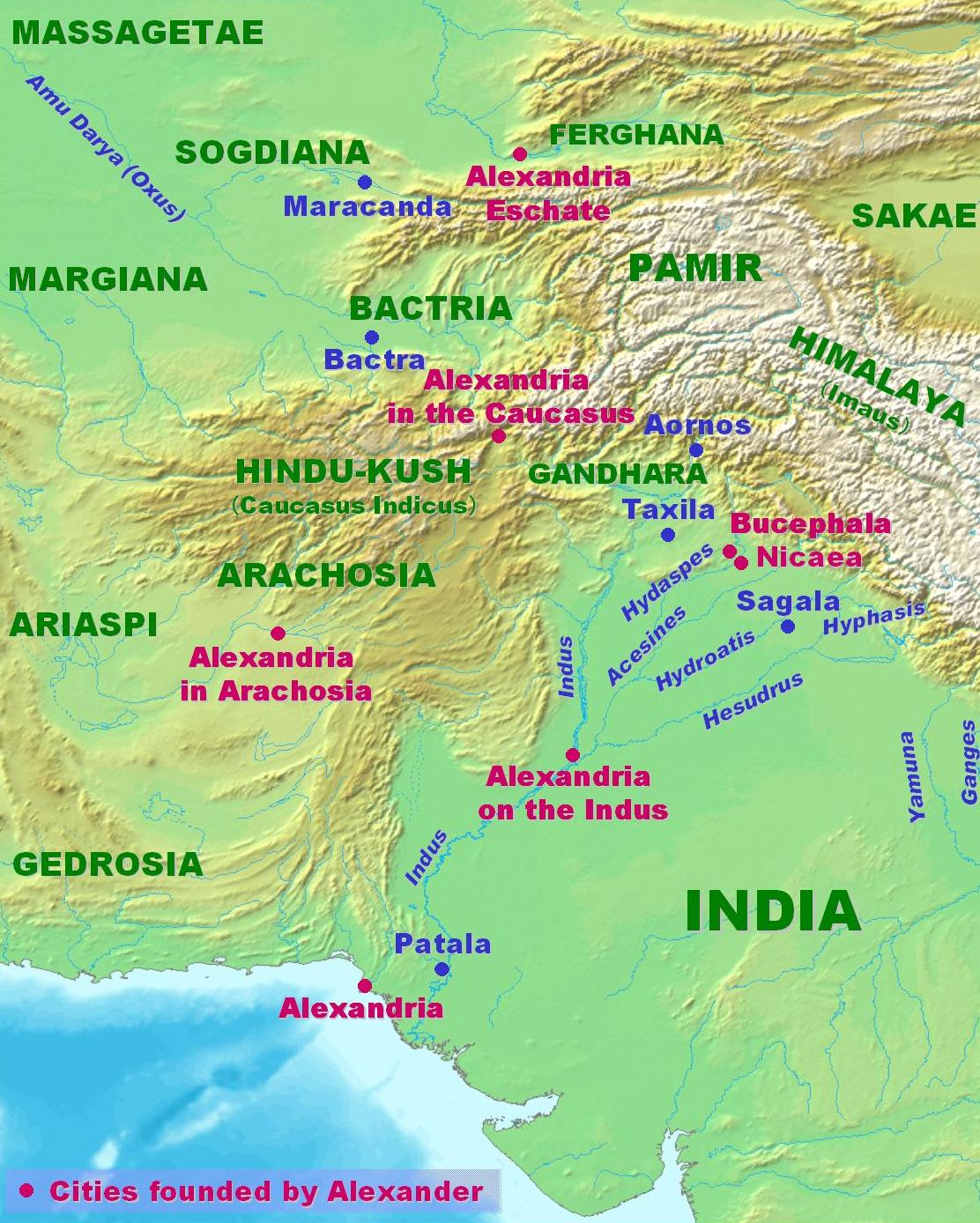
Alexandrië aan de Indus

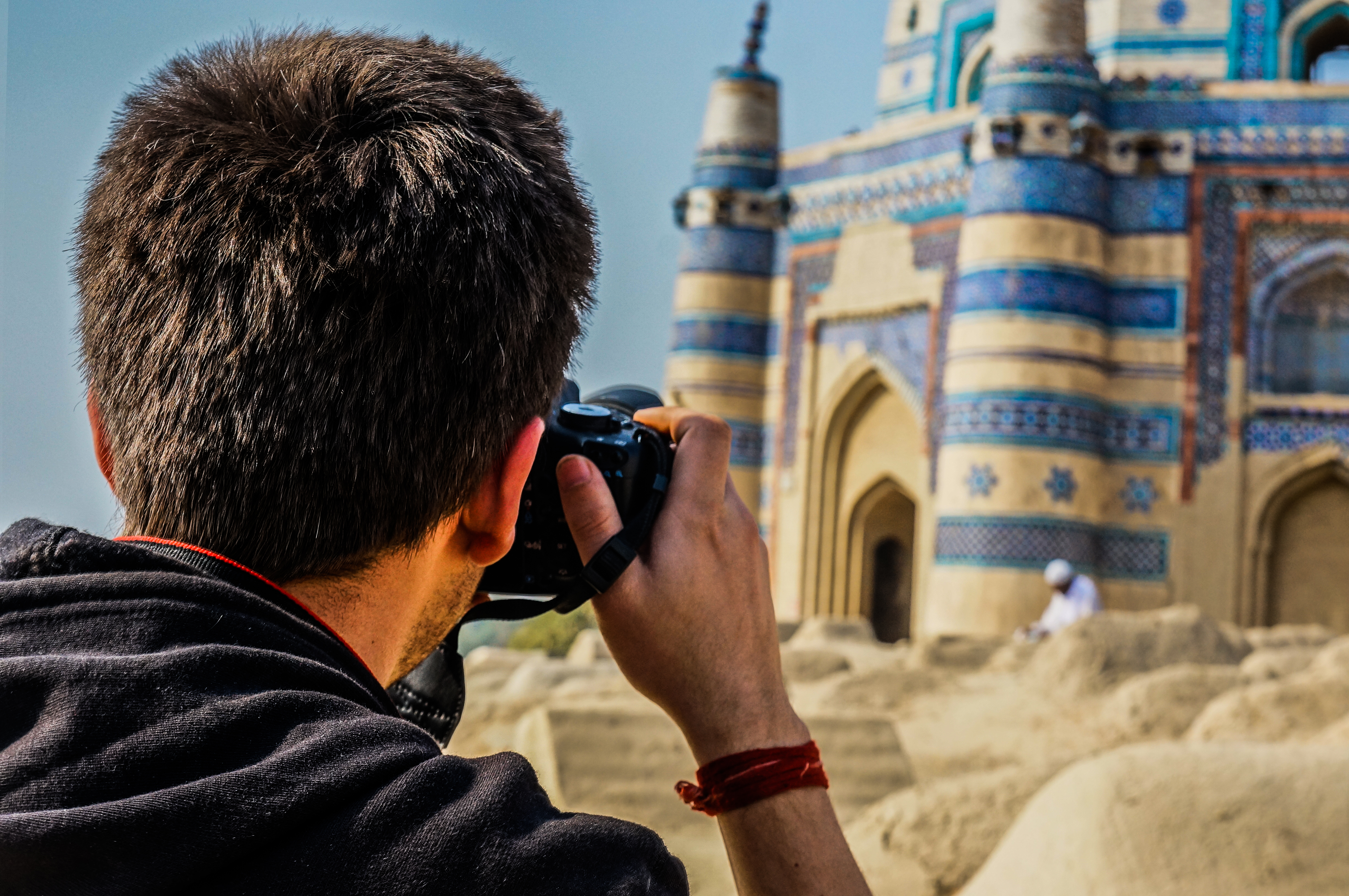
Archeologische site van Uch in het Pakistaans deel van Punjab

Alexandria aan de Indus, ook genoemd Alexandria aan de Acesines, lag aan de monding van de rivier Acesines, Chenab tegenwoordig, in de stroom Indus. Vermoedelijk is dit tegenwoordig te situeren aan de stad Uch of Uch Shariff, Pakistan.

## Historiek
De Indusvallei was al in de Oudheid bekend voor haar oude beschavingen.
Alexander de Grote stichtte in 325 v.Chr. een van de steden die zijn naam droeg, aan de oevers van de Indus. De samenvloeiing van de Acesines met de Indus maakte het strategisch interessant. Het was een van de meest oostelijke steden, ten oosten van Bactrië en Margiana, die de Hellenen stichtten. Volgens de geschiedschrijver Arrianus was er zo’n ruzie in Alexanders leger tussen Grieken en Macedoniërs, dat Alexander besloot dat niemand van hen zich hier mocht installeren. Het moesten soldaten uit Thracië zijn.
De bedding van de Indus bewoog over de eeuwen, net zoals deze van de Acesines. De Acesines erodeerde de westkant van de stad en een deel van de stad verdween onder de rivier. De Acesinus bewoog zich westwaarts om aldaar in de Indus uit te monden. In de buurt ontstond de stad Uch, tegenwoordig een stad in Pakistan, in het zuiden van de provincie Punjab. Uch was ooit een grensstad voor de Perzen en voor de Mongolen. Uch kende een bloei als belangrijk centrum voor islamitische geleerden.
De archeologische site van Uch bevat monumenten van de Arabieren en niets van het Alexandrië uit de Klassieke Oudheid.